# Xã Jay, Quận Martin, Minnesota
Xã Jay (tiếng Anh: Jay Township) là một xã thuộc quận Martin, tiểu bang Minnesota, Hoa Kỳ. Năm 2010, dân số của xã này là 237 người.